# Conseil supérieur de la magistrature (Côte d'Ivoire)
Pour les autres articles nationaux ou selon les autres juridictions, voir Conseil supérieur de la magistrature.
Le Conseil supérieur de la magistrature en Côte d'Ivoire aux termes de l'article 145 de la Constitution de ce pays, est un organe présidé par le président de la République, garant de l'indépendance de la magistrature. Ce conseil est constitué par le président de la Cour de cassation, vice-président de droit, le président du conseil d'État, le président de la Cour des comptes, le Procureur général près la Cour de cassation, auxquels s'ajoutent six autres membres désignés parmi des personnalités extérieures à la magistrature. Trois de ces personnalités sont titulaires et les trois autres sont suppléants. Ces six membres sont désignés de manière paritaire par le Président de la République et le Président de l'Assemblée nationale.
En outre, trois magistrats du Siège dont deux titulaires et un suppléant et trois magistrats du Parquet dont deux titulaires et un suppléant sont également désignés par leurs pairs pour siéger à ce conseil.